# 어 지니어스, 투 파트너스 앤드 어 둡
어 지니어스, 투 파트너스 앤드 어 둡(Un genio, due compari, un pollo)은(는) 독일(구 서독)에서 제작된 다미아노 다미아니 감독의 1975년 코미디 영화이다. 테렌스 힐 등이 주연으로 출연하였다.

## 출연
- 테렌스 힐
- 미우 미우 (배우)
- 패트릭 맥구언
- 클라우스 킨스키
- 장 마틴
- 프레드릭 폰 리드버
- 레나토 발디니
- 마리오 브레가
- 릭 바탈리아
- 피에트로 토리시